# 博洛尼亚市政剧院

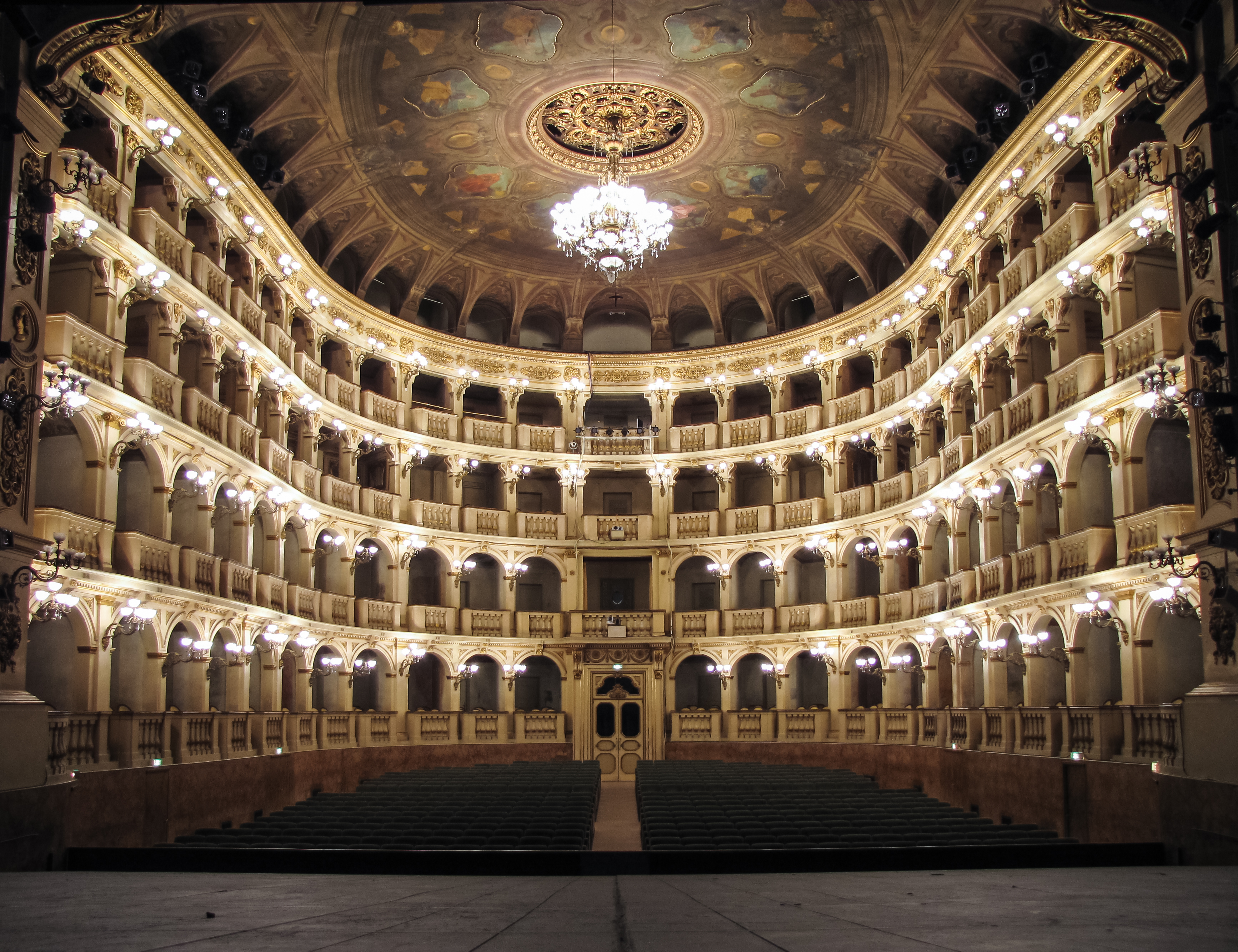
Teatro Comunale di Bologna

博洛尼亚市政剧院（Teatro Comunale di Bologna）是博洛尼亚举办歌剧演出和音乐会的主要场所，位于威尔第广场旁边的Largo Respighi大街。由安东尼奥·加里·达·比比埃纳（Antonio Galli da Bibbiena）建成于1763年，可容纳观众900人。原址上的马维兹剧院（Teatro Malvezzi）毁于公元1745年2月的火灾，之后市政府同意兴建一座新的公立剧院，也就是今天的市政剧院。
它是第一座由公共资金修建，并被市政厅租赁下来的歌剧院，1763年5月14日，德国作曲家克里斯托夫·维利巴尔德·格鲁克偶然创作的《克莱利亚的凯旋》（Il trionfo di Clelia）拉开了它首场演出的序幕。剧院的观众席采用了排钟的形状，中间有一条走廊，主要是为了预防火灾的发生。公元18世纪，这里先后上演了焦阿基诺·罗西尼、温琴佐·贝利尼以及朱塞佩·威尔第的多部作品。1871年，理查德·瓦格纳的歌剧《罗恩格林》（Lohengrin ）也是在这里首次登上意大利歌剧舞台。
1818年至1820年間以及1853/54年間，劇院進行了多次修繕。1931年一場大火燒毀了大部分舞台區域，之後劇院關閉，直到1935年11月14 日才重新開放。

## 演出
2010年歌剧季的部分曲目有：理查德·施特劳斯的《莎樂美 (歌劇)》、沃尔夫冈·阿马德乌斯·莫扎特的《依多美尼歐》、葛塔諾·多尼采蒂的《愛情靈藥》乔治·比才的《卡门》、贾科莫·普契尼的《埃德加（Edgar）》、朱塞佩·威尔第的茶花女 (歌劇)等。

## 外部連結
- Official website of the Teatro Comunale of Bologna' （页面存档备份，存于）
- Teatro comunale (Bologna)